# 阿部正耆
阿部正耆（日语：／ Abe Masahisa，1827年12月12日—1864年4月7日），日本江户时代大名。陆奥国白河藩第6代藩主。忠秋系阿部家14代。
文政10年（1827年）10月24日出生，是备后福山藩主阿部正宁之兄阿部正粹的次男。嘉永元年（1848年），先代藩主正定夭折，作为养子继承家督。嘉永2年（1849年）6月任奏者番，文久改革废止奏者番制度后、文久3年（1863年）4月从江户出发、5月至大坂、8月任京都守护职辅佐松平容保、负责各种警备任务、作为佐幕派而行动。但同年12月病倒，翌元治元年（1864年）3月2日去世。享年38岁。
因次男正功年幼之故，家督由养子正外继承。